# 스티븐 노링턴
스티븐 노링턴(영어: Stephen Norrington, 1964년 ~ )은 영국의 영화 감독이다. 《블레이드》(1998), 《젠틀맨 리그》(2003)의 감독으로 알려져 있다.

## 연출 작품
- 《데스 머신》Death Machine (1994)
- 《블레이드》Blade (1998)
- 《마지막 순간》The Last Minute (2001)
- 《젠틀맨 리그》The League of Extraordinary Gentlemen (2003)